# Gentle Words
『Gentle Words』（柔情細語）為2003年12月10日發行之日本歌手倖田來未9th單曲。

## 解說
- B面曲收錄翻唱自「中西保志」的｢最後的雨｣。

## 發行版本
- CD ONLY

## 曲目
1. Gentle Words
作詞：倖田來未、作曲：長尾大
佐藤製薬「ストナ」廣告曲
2. Without Your Love
作詞：倖田來未、作曲：今井大介
3. 最後的雨
作詞：夏目純、作曲：都志見隆、編曲：富田素弘
4. Gentle Words（Instrumental）
5. Without Your Love（Instrumental）
6. 最後的雨（Instrumental）